# غلام‌عباس آرام
عباس آرام (زاده ۱۲۸۲، یزد – درگذشته ۲۰ دی ۱۳۶۳، تهران) یک دیپلمات، سیاستمدار و وزیر خارجه دوران پهلوی در دولت‌های اقبال، امینی، علم، منصور و امیرعباس هویدا بود.

## سالهای اولیه زندگی
غلام‌عباس آرام در سال۱۲۸۲ در یزد به دنیا آمد. پدرش علیرضا که در بازار یزد با چای فروشی ارتزاق می‌کرد و با یک زن مسلمان اهل هند ازدواج کرده بود، از مبلغان بهایی بود که در درگیری‌های یزد به دست مسلمانان به قتل رسید.
عباس آرام تا ۱۶ سالگی در یزد به تحصیل اشتغال داشت و سپس عازم شیراز شد و سرانجام در پلیس جنوب استخدام شد و تا پایان جنگ جهانی اول با درجه گروهبانی در آن واحد نظامی مشغول بود. در همین هنگام مورد توجه برخی از افسران هندی و انگلیسی قرار گرفت و در سال ۱۳۰۰ به هندوستان رفت و دو سال به کار آزاد(چای فروشی) پرداخت و در سال ۱۳۰۲ با معرفی انگلیسیها به عنوان عضو محلی سرکنسولگری ایران در هندوستان استخدام شد. مستر کنت، کنسول انگلیس پس از آشنایی با آرام در هر مأموریتی که از طرف وزارت خارجه انگلیس به او محول می‌شد، آرام را هم با خود می‌برد. آرام با یک دختر انگلیسی نیز ازدواج کرد ولی پس از دو سال کار به جدایی کشید و آرام پس از آن تا پایان عمر دیگر ازدواج نکرد. در فروردین سال ۱۳۰۲ به استخدام وزارت کار و امورخارجه درآمد و در اولین مأموریت، در سال ۱۳۰۴ به عنوان کفیل نیابت ژنرال کنسولگری به هندوستان رفت.
او در دوران خدمت خود در وزارت امور خارجه مراتب اداری را به ترتیب طی کرد و سمت‌های مختلفی به ایفای نقش پرداخت. از سال ۱۳۱۵ تا ۱۳۲۱ مأمور به خدمت در سفارت لندن بود. سپس در سال ۱۳۲۱ به اداره سوم سیاسی وزارت خارجه رفت و در شهریور ۱۳۲۴ دبیر اول سفارت ایران در واشینگتن شد و در سال ۱۳۲۸ به رایزنی سفارت ارتقاء یافت. آرام در سال ۱۳۳۰ به تهران فراخوانده شد و به سمتهایی چون بازرسی وزارتخانه، ریاست اداره چهارم سیاسی (امور مربوط به امریکا) منصوب شد.

## دوران نخست‌وزیری دکتر مصدق
عباس آرام در دوره وزارت خارجه حسین نواب در کابینه دکتر مصدق از اعضای عالیرتبه وزارت امور خارجه بود. دکتر غلامحسین مصدق (فرزند دکتر محمد مصدق) در کتاب خود «در کنار پدرم، مصدق» ضمن ذکر خاطراتی از حسین نواب می‌نویسد: به پدرم گزارش داده بودند که غلام عباس آرام، عضو عالی مقام وزارت خارجه، اصل و نسبش پاکستانی است. وی در گذشته عضو محلی سفارت ایران در کراچی بود و حسین علاء او را با خود به تهران آورده و در وزارت خارجه استخدام کرده‌است. سپس علاء هنگام تصدی سفارت ایران در ایالات متحده او را با خود به آمریکا برده است. در گزارش گفته شده بود: آرام فرد مورد اطمینانی نیست، علیه دولت انتقاد می‌کند، با مخالفان نهضت ملی ارتباط دارد و در شرایطی که ایران درگیر مبارزه با بریتانیاست، صلاحیت خدمت در وزارت خارجه را ندارد.
پدرم گزارش مربوط به عباس آرام را به نواب، وزیر خارجه اطلاع داده بود و توصیه کرده بود او را از وزارت خارجه به محل دیگری منتقل کنند. نواب گفته بود گزارشهای مربوط به آرام و سوابق او مستند نیست و به صرف اینگونه حرفها نمی‌توان دربارهٔ افراد قضاوت کرد و کارمندان را در مظان اتهام قرار داد. پدرم گفته بود رسیدگی به سوابق این شخص و تشخیص صحت و سقم گزارشها نیاز به زمان دارد و ما در شرایط موجود فرصت این نوع کارها را نداریم و از نواب خواسته بود فعلاً او را کنار بگذارد تا بعد رسیدگی شود. نواب مقاومت کرده بود. بی آنکه از شخص آرام و سوابق او دفاع کند گفته بود: نمی‌تواند اصول و مقررات حاکم بر سرنوشت افراد را زیر پا بگذارد و حیثیت کارکنان وزارت خارجه را بازیچه شایعه پردازیها کند. وی در برابر توصیه، دستور و امر نخست وزیر ایستادگی کرد و سرانجام استعفا داد.

## وزارت امور خارجه و پس از آن
او اولین دوران سفارت خود را در ژاپن تجربه کرد و سال‌های ۱۳۳۶ تا ۱۳۳۸ را در توکیو گذراند. در پی پایان مأموریت دو ساله آرام در ژاپن او به تهران فراخوانده شد و برای نخستین بار در کابینه منوچهر اقبال به وزارت امور خارجه منصوب شد و تا شهریور ۱۳۳۹ مشغول وزارت بود. سپس در دولت علی امینی مجدداً این سمت را عهده دار شد تا سال ۱۳۴۵ در دولت‌های مختلفی سمت وزارت خارجه را بر عهده داشت. تا اینکه در سال  1345 اردشیر زاهدی و آرام در یک جابجایی به جای همدیگر منسوب شدند و بدین تربیت زاهدی وزیر امورخارجه شد و آرام به عنوان سفیر کبیر ایران در انگلستان انتخاب گردید.
وی در سال ۱۳۴۲ همراه با غلامرضا پهلوی برادر شاه در تشییع جنازهٔ جان اف کندی از طرف دولت ایران شرکت کرد. وی همچنین در سال‌های ۱۳۴۱ تا ۱۳۴۵ رئیس هیئت ایرانی در مجمع عمومی سازمان ملل بود.
او حدود ۴ سال به عنوان سفیر در انگلستان بود تا اینکه به تهران بازگشت و بازنشسته شد. او بعد از مدتی در پی مصوبه هیئت وزیران به خدمت فراخوانده شد و به با سمت سفیر به چین رفت تا اینکه در سال ۱۳۵۳ در دوره ششم سنا به عنوان سناتور انتصابی وارد مجلس سنا شد او این سمت در دوره هفتم نیز بر عهده داشت.
در پی انقلاب اسلامی ایران آرام دستگیر شد و سه سال را در بازداشت گذراند در خلال این مدت بیمار شد. او که همسر و فرزندی نداشت، در سال ۱۳۶۳ درگذشت.